# توني ستورم
توني ستورم (بالإنجليزية: Toni Storm)‏ هي مصارعة محترفة نيوزيلندية، ولدت في 19 أكتوبر 1995 في أوكلاند في نيوزيلندا.

## روابط خارجية
- توني ستورم على موقع دبليو دبليو إي (الإنجليزية)
- توني ستورم على موقع WrestlingData.com (الإنجليزية)
- توني ستورم على موقع CageMatch worker (الإنجليزية)
- توني ستورم على موقع قاعدة بيانات المصارعة على الإنترنت (الإنجليزية)
- توني ستورم على موقع عالم المصارعة على الإنترنت (الإنجليزية)